# Bahnstrecke Mouchard–Bourg-en-Bresse
| Bahnhof Domblans-Voiteur, August 2019 |                                         | | |
| Streckennummer (SNCF): | 880 000                                 | | |
| Streckenlänge: | 113 km                                  | | |
| Spurweite: | 1435 mm (Normalspur)                    | | |
| Stromsystem: | 1969: St-Amour–Bourg-en-Bresse 1,5 kV = | | |
| Stromsystem: | 2004: Mouchard–St-Amour 25 kV 50 Hz ~   | | |
| Maximale Neigung: | 15 ‰                                    | | |
| Zweigleisigkeit: | teilweise ja                            | | |
| |                                         | | |
| \| \| \| Bahnstrecke Dijon–Vallorbe von Dijon \| \| \| \| 392,3 \| Mouchard (Keilbahnhof) \| 287 m \| \| \| ~392,4 \| D 472 (ehem. N 72) und N 83 \| D 472 (ehem. N 72) und N 83 \| \| \| \| Bahnstrecke Mouchard–Salins-les-Bains nach Salins-les-Bains \| \| \| \| \| Bahnstrecke Dijon–Vallorbe nach Vallorbe (Schweiz) \| \| \| \| 400,9 \| Cuisance (20 m) \| Cuisance (20 m) \| \| \| 401,1 \| Arbois \| 268 m \| \| \| ~402,9 \| D 469 (ehem. N 5) \| D 469 (ehem. N 5) \| \| \| 407,8 \| Grozon \| 280 m \| \| \| \| Bahnstrecke Dole-Ville–Poligny von Dole-Ville \| \| \| \| 413,1 \| Poligny \| 294 m \| \| \| ~416,7 \| N 83 \| N 83 \| \| \| ~416,8 \| N 83 \| N 83 \| \| \| 414,2 \| Orain (6 m) \| Orain (6 m) \| \| \| 419,2 \| Saint-Lothain \| 291 m \| \| \| 423,6 \| Passenans \| 270 m \| \| \| 424,9 \| Tunnel de Saint-Lamain (320 m) \| Tunnel de Saint-Lamain (320 m) \| \| \| 428,0 \| Seille (27 m) \| Seille (27 m) \| \| \| 428,5 \| Domblans-Voiteur \| 254 m \| \| \| 434,5 \| Montain-Lavigny \| 310 m \| \| \| 440,2 \| Vallière (10 m) \| Vallière (10 m) \| \| \| ~438,5 \| D 678 (ehem. N 78) und N 83 \| D 678 (ehem. N 78) und N 83 \| \| \| \| Bahnstrecke Champagnole–Lons-le-Saunier von Champagnole \| \| \| \| ~441,5 \| zum Abzw. St-Maur (Chemins de fer vicinaux du Jura CFV) \| zum Abzw. St-Maur (Chemins de fer vicinaux du Jura CFV) \| \| \| 441,7 \| Lons-le-Saunier \| 267 m \| \| \| ~442,1 \| nach Pierre (Saône-et-Loire) u. Saint Julien (CFV) \| nach Pierre (Saône-et-Loire) u. Saint Julien (CFV) \| \| \| \| \| \| \| \| 441,9 \| Bahnstrecke Chaugey–Lons-le-Saunier nach Chaugey und Bahnstrecke St-Germain-du-Plain–Lons-le-Saunier n. St-Germain \| Bahnstrecke Chaugey–Lons-le-Saunier nach Chaugey und Bahnstrecke St-Germain-du-Plain–Lons-le-Saunier n. St-Germain \| \| \| \| \| \| \| \| 447,5 \| Gevingey \| 262 m \| \| \| 452,2 \| Sainte-Agnès \| 231 m \| \| \| ~454,0 \| D 1083 (ehem. N 83) \| D 1083 (ehem. N 83) \| \| \| 457,0 \| Beaufort \| 228 m \| \| \| 463,258 \| Cousance \| 230 m \| \| \| 465,4 \| Grenze Département Jura / Saône-et-Loire \| Grenze Département Jura / Saône-et-Loire \| \| \| ~466,7 \| Cuiseaux TA von St. Trivier-de-Courtes n. Cuiseaux-Ville \| Cuiseaux TA von St. Trivier-de-Courtes n. Cuiseaux-Ville \| \| \| 466,8 \| Cuiseaux \| 246 m \| \| \| 470,9 \| Stromsystemtrennung 25 kV – 50 Hz ~ / 1,5 kV = \| Stromsystemtrennung 25 kV – 50 Hz ~ / 1,5 kV = \| \| \| 472,6 \| Grenze Département Saône-et-Loire / Jura \| Grenze Département Saône-et-Loire / Jura \| \| \| 473,8 \| Bahnstrecke Dijon-Ville–Saint-Amour von Dijon-Ville \| Bahnstrecke Dijon-Ville–Saint-Amour von Dijon-Ville \| \| \| 475,5 \| Werksanschluss \| Werksanschluss \| \| \| 475,9 \| Saint-Amour \| 222 m \| \| \| 479,6 \| Grenze Département Jura / Ain \| Grenze Département Jura / Ain \| \| \| 481,3 \| Coligny (Ain) \| 217 m \| \| \| 488,2 \| Solnan (18 m) \| Solnan (18 m) \| \| \| 488,2 \| Le Moulin-des-Ponts (Bourg-en-Bresse–Montrevel–Mâcon, TA) \| Le Moulin-des-Ponts (Bourg-en-Bresse–Montrevel–Mâcon, TA) \| \| \| 488,3 \| Le Moulin-des-Ponts \| Le Moulin-des-Ponts \| \| \| 493,4 \| Saint-Étienne-du-Bois \| 236 m \| \| \| 498,5 \| A 40 (63 m) \| A 40 (63 m) \| \| \| ~503,9 \| Reyssouze (~15 m) \| Reyssouze (~15 m) \| \| \| ~504,0 \| D 1079 (ehem. N 75 und N 79) \| D 1079 (ehem. N 75 und N 79) \| \| \| \| Bahnstrecke Mâcon–Ambérieu von Mâcon \| \| \| \| \| \| \| \| \| \| Anschl.-Gleis Industriegebiet Bourg-en-Bresse und Bahnstrecke Chalon-sur-Saône–Bourg-en-Bresse von Chalon \| \| \| \| \| \| \| \| \| \| \| \| \| \| ~505,3 \| Bourg-en-Bresse Tramways de l’Ain von Villefranche und Mâcon und D 936 (ehem. N 436) \| Bourg-en-Bresse Tramways de l’Ain von Villefranche und Mâcon und D 936 (ehem. N 436) \| \| \| \| \| \| \| \| 505,5 \| Bourg-en-Bresse \| 241 m \| \| \| \| Bahnstrecke Bourg-en-Bresse–Bellegarde nach Bellegarde \| \| \| \| \| Bahnstrecke Lyon-Saint-Clair–Bourg-en-Bresse nach Lyon-St-Clair \| \| \| \| \| Bahnstrecke Mâcon–Ambérieu nach Ambérieu \| \| |                                         | | |
| Strecke |                                         | Bahnstrecke Dijon–Vallorbe von Dijon                                                                               | Bahnstrecke Dijon–Vallorbe von Dijon                                                                               |
| Bahnhof | 392,3                                   | Mouchard (Keilbahnhof)                                                                                             | 287 m |
| Brücke | ~392,4                                  | D 472 (ehem. N 72) und N 83                                                                                        | D 472 (ehem. N 72) und N 83                                                                                        |
| Abzweig geradeaus und ehemals nach links |                                         | Bahnstrecke Mouchard–Salins-les-Bains nach Salins-les-Bains                                                        | Bahnstrecke Mouchard–Salins-les-Bains nach Salins-les-Bains                                                        |
| Abzweig geradeaus und ehemals nach links |                                         | Bahnstrecke Dijon–Vallorbe nach Vallorbe (Schweiz)                                                                 | Bahnstrecke Dijon–Vallorbe nach Vallorbe (Schweiz)                                                                 |
| Brücke über Wasserlauf | 400,9                                   | Cuisance (20 m) | Cuisance (20 m) |
| Bahnhof | 401,1                                   | Arbois | 268 m |
| Bahnübergang | ~402,9                                  | D 469 (ehem. N 5)                                                                                                  | D 469 (ehem. N 5)                                                                                                  |
| ehemaliger Bahnhof | 407,8                                   | Grozon | 280 m |
| Abzweig geradeaus und ehemals von rechts |                                         | Bahnstrecke Dole-Ville–Poligny von Dole-Ville                                                                      | Bahnstrecke Dole-Ville–Poligny von Dole-Ville                                                                      |
| Bahnhof | 413,1                                   | Poligny | 294 m |
| ehemaliger Bahnübergang | ~416,7                                  | N 83 | N 83 |
| Strecke mit Straßenbrücke | ~416,8                                  | N 83 | N 83 |
| Brücke über Wasserlauf | 414,2                                   | Orain (6 m) | Orain (6 m) |
| Bahnhof | 419,2                                   | Saint-Lothain | 291 m |
| ehemaliger Bahnhof | 423,6                                   | Passenans | 270 m |
| Tunnel | 424,9                                   | Tunnel de Saint-Lamain (320 m)                                                                                     | Tunnel de Saint-Lamain (320 m)                                                                                     |
| Brücke über Wasserlauf | 428,0                                   | Seille (27 m) | Seille (27 m) |
| Bahnhof | 428,5                                   | Domblans-Voiteur                                                                                                   | 254 m |
| ehemaliger Bahnhof | 434,5                                   | Montain-Lavigny | 310 m |
| Brücke über Wasserlauf | 440,2                                   | Vallière (10 m) | Vallière (10 m) |
| Brücke | ~438,5                                  | D 678 (ehem. N 78) und N 83                                                                                        | D 678 (ehem. N 78) und N 83                                                                                        |
| Abzweig geradeaus und ehemals von links |                                         | Bahnstrecke Champagnole–Lons-le-Saunier von Champagnole                                                            | Bahnstrecke Champagnole–Lons-le-Saunier von Champagnole                                                            |
| U-Bahn-Strecke von links (außer Betrieb) · Kreuzung geradeaus oben · U-Bahn-Strecke quer | ~441,5                                  | zum Abzw. St-Maur (Chemins de fer vicinaux du Jura CFV)                                                            | zum Abzw. St-Maur (Chemins de fer vicinaux du Jura CFV)                                                            |
| U-Bahn-Bahnhof · Bahnhof | 441,7                                   | Lons-le-Saunier | 267 m |
| U-Bahn-Abzweig nach links und nach rechts (Strecke außer Betrieb) · Kreuzung geradeaus oben · U-Bahn-Strecke quer | ~442,1                                  | nach Pierre (Saône-et-Loire) u. Saint Julien (CFV)                                                                 | nach Pierre (Saône-et-Loire) u. Saint Julien (CFV)                                                                 |
| |                                         | | |
| Abzweig geradeaus und ehemals nach rechts | 441,9                                   | Bahnstrecke Chaugey–Lons-le-Saunier nach Chaugey und Bahnstrecke St-Germain-du-Plain–Lons-le-Saunier n. St-Germain | Bahnstrecke Chaugey–Lons-le-Saunier nach Chaugey und Bahnstrecke St-Germain-du-Plain–Lons-le-Saunier n. St-Germain |
| |                                         | | |
| ehemaliger Bahnhof | 447,5                                   | Gevingey | 262 m |
| ehemaliger Bahnhof | 452,2                                   | Sainte-Agnès | 231 m |
| Bahnübergang | ~454,0                                  | D 1083 (ehem. N 83)                                                                                                | D 1083 (ehem. N 83)                                                                                                |
| ehemaliger Bahnhof | 457,0                                   | Beaufort | 228 m |
| Bahnhof | 463,258                                 | Cousance | 230 m |
| Grenze | 465,4                                   | Grenze Département Jura / Saône-et-Loire                                                                           | Grenze Département Jura / Saône-et-Loire                                                                           |
| U-Bahn-Strecke quer · Kreuzung geradeaus oben · U-Bahn-Bahnhof quer · U-Bahn-Strecke quer | ~466,7                                  | Cuiseaux TA von St. Trivier-de-Courtes n. Cuiseaux-Ville                                                           | Cuiseaux TA von St. Trivier-de-Courtes n. Cuiseaux-Ville                                                           |
| ehemaliger Bahnhof | 466,8                                   | Cuiseaux | 246 m |
| | 470,9                                   | Stromsystemtrennung 25 kV – 50 Hz ~ / 1,5 kV =                                                                     | Stromsystemtrennung 25 kV – 50 Hz ~ / 1,5 kV =                                                                     |
| Grenze | 472,6                                   | Grenze Département Saône-et-Loire / Jura                                                                           | Grenze Département Saône-et-Loire / Jura                                                                           |
| Abzweig geradeaus und von rechts | 473,8                                   | Bahnstrecke Dijon-Ville–Saint-Amour von Dijon-Ville                                                                | Bahnstrecke Dijon-Ville–Saint-Amour von Dijon-Ville                                                                |
| Abzweig geradeaus und von links | 475,5                                   | Werksanschluss | Werksanschluss |
| Bahnhof | 475,9                                   | Saint-Amour | 222 m |
| Grenze | 479,6                                   | Grenze Département Jura / Ain                                                                                      | Grenze Département Jura / Ain                                                                                      |
| ehemaliger Bahnhof | 481,3                                   | Coligny (Ain) | 217 m |
| Brücke über Wasserlauf | 488,2                                   | Solnan (18 m) | Solnan (18 m) |
| U-Bahn-Strecke quer · Kreuzung geradeaus oben · U-Bahn-Strecke von rechts (außer Betrieb) | 488,2                                   | Le Moulin-des-Ponts (Bourg-en-Bresse–Montrevel–Mâcon, TA)                                                          | Le Moulin-des-Ponts (Bourg-en-Bresse–Montrevel–Mâcon, TA)                                                          |
| Bahnhof · U-Bahn-Bahnhof | 488,3                                   | Le Moulin-des-Ponts                                                                                                | Le Moulin-des-Ponts                                                                                                |
| Bahnhof | 493,4                                   | Saint-Étienne-du-Bois                                                                                              | 236 m |
| Strecke mit Straßenbrücke | 498,5                                   | A 40 (63 m) | A 40 (63 m) |
| Brücke über Wasserlauf | ~503,9                                  | Reyssouze (~15 m)                                                                                                  | Reyssouze (~15 m)                                                                                                  |
| Brücke | ~504,0                                  | D 1079 (ehem. N 75 und N 79)                                                                                       | D 1079 (ehem. N 75 und N 79)                                                                                       |
| Abzweig geradeaus und von rechts |                                         | Bahnstrecke Mâcon–Ambérieu von Mâcon                                                                               | Bahnstrecke Mâcon–Ambérieu von Mâcon                                                                               |
| |                                         | | |
| Abzweig geradeaus und von rechts |                                         | Anschl.-Gleis Industriegebiet Bourg-en-Bresse und Bahnstrecke Chalon-sur-Saône–Bourg-en-Bresse von Chalon          | Anschl.-Gleis Industriegebiet Bourg-en-Bresse und Bahnstrecke Chalon-sur-Saône–Bourg-en-Bresse von Chalon          |
| |                                         | | |
| |                                         | | |
| U-Bahn-Bahnhof quer (Strecke außer Betrieb) · Kreuzung geradeaus oben · U-Bahn-Bahnhof rechts (Strecke außer Betrieb) | ~505,3                                  | Bourg-en-Bresse Tramways de l’Ain von Villefranche und Mâcon und D 936 (ehem. N 436)                               | Bourg-en-Bresse Tramways de l’Ain von Villefranche und Mâcon und D 936 (ehem. N 436)                               |
| |                                         | | |
| Bahnhof | 505,5                                   | Bourg-en-Bresse | 241 m |
| Abzweig geradeaus und nach links |                                         | Bahnstrecke Bourg-en-Bresse–Bellegarde nach Bellegarde                                                             | Bahnstrecke Bourg-en-Bresse–Bellegarde nach Bellegarde                                                             |
| Abzweig geradeaus und nach rechts |                                         | Bahnstrecke Lyon-Saint-Clair–Bourg-en-Bresse nach Lyon-St-Clair                                                    | Bahnstrecke Lyon-Saint-Clair–Bourg-en-Bresse nach Lyon-St-Clair                                                    |
| Strecke |                                         | Bahnstrecke Mâcon–Ambérieu nach Ambérieu                                                                           | Bahnstrecke Mâcon–Ambérieu nach Ambérieu                                                                           |

Die Bahnstrecke Mouchard–Bourg-en-Bresse ist eine normalspurige Bahnstrecke in Frankreich. Sie ist eine Teilstrecke der Destination Mulhouse–Besançon–Lyon und verläuft etwa in Südsüdwest-Ausrichtung. Die gesamte, 113 Kilometer lange Strecke besteht aus zwei Abschnitten mit unterschiedlichen technischen Merkmalen. Der nördliche Teil ist topografisch anspruchsvoll mit vielen abwechselnden Steigungen und Gefällen sowie sehr kurvenreich. Hier verkehren überwiegend Personenzüge, während im südlichen Teil auch viele Güterzüge verkehren, die von Dijon kommend in das Rhônetal geführt werden. Die Strecke ist mit zwei unterschiedlichen Spannungen elektrifiziert und nur im südlichen, knapp 35 Kilometer langen Abschnitt Saint-Amour–Bourg-en-Bresse zweigleisig, war ursprünglich aber auf ihrer gesamten Länge zweigleisig ausgelegt.

## Geschichte

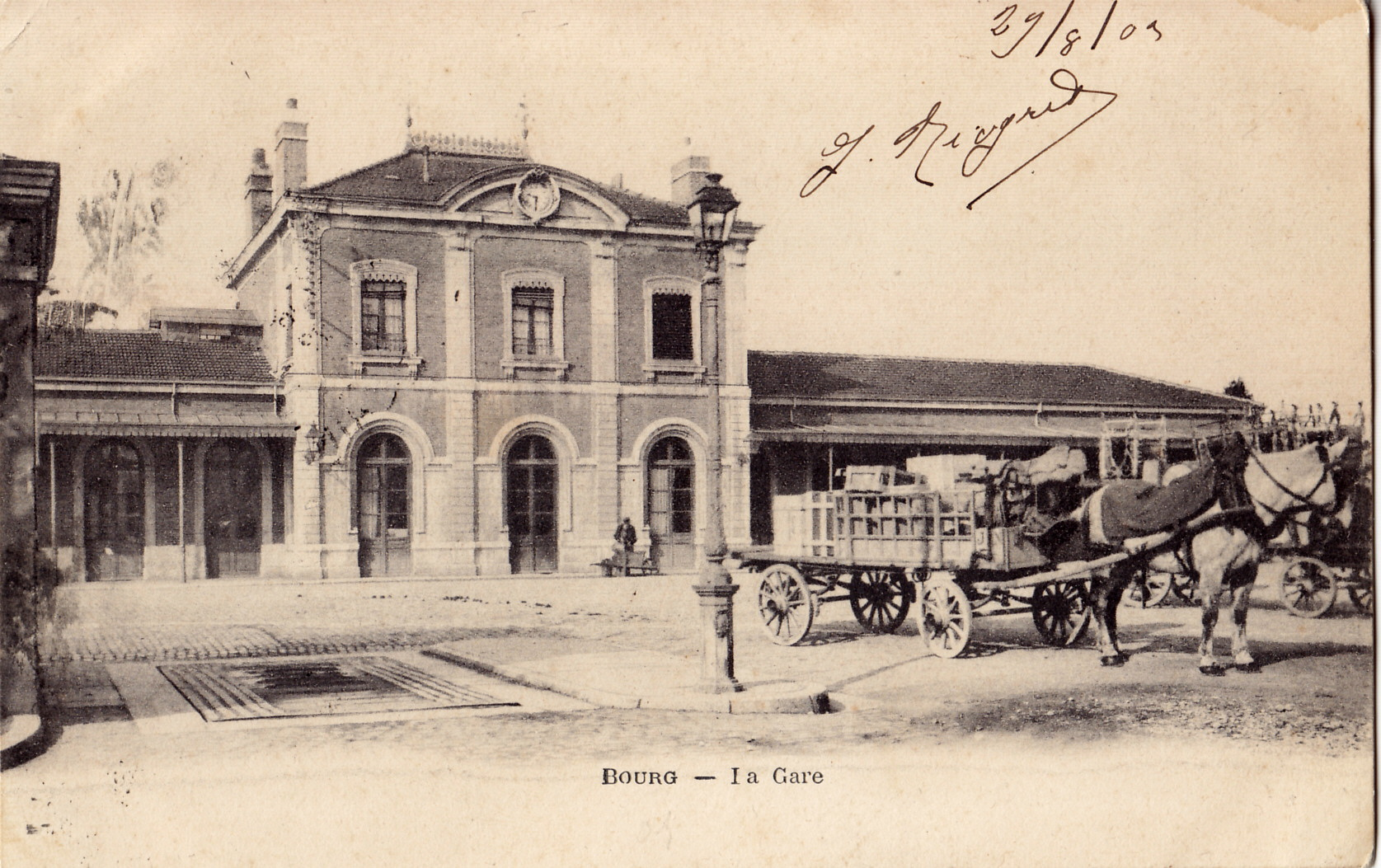
Bahnhof Bourg-en-Bresse, um 1900

Die Bahnstrecke Mouchard–Bourg-en-Bresse wurde zusammen mit der Strecke nach Besançon projektiert, beantragt und genehmigt. Antragstellerin am 20. April 1854 war die Compagnie des chemins de fer de Paris à Lyon et à la Méditerranée (PLM). Diese Projektierung fällt in die Zeit großer Umbrüche und Fusionen französischer Eisenbahngesellschaften, die mit dem Abkommen vom 11. April 1857 abgeschlossen wurde.
Bereits am 1. August 1864 konnte die Strecke zwischen Bourg-en-Bresse und Lons-le-Saunier von der PLM in Betrieb genommen werden. Zwischen 1973 und 1995 verkehrten auf dieser Strecke RTG-Triebzüge (rame à turbine à gaz). Die Gasturbinenzüge waren schneller als die zuvor eingesetzten lokbespannten Züge. Sie stellen damit den Übergang zur Elektrifizierung dar, die im südlichen Abschnitt ab 1969, im nördlichen ab 1995 ausgeführt wurde. Seit Dezember 2004 wird die Strecke in ihrer gesamten Länge für TGV-Züge zwischen Straßburg und Marseille benutzt.

### Lokalbahnen
Entlang der Strecke gab es eine Reihe von Meterspur-Nebenbahnen, namentlich in Lons-le-Saunier, Cuiseaux und in Bourg-en-Bresse. Seit 1879 entstanden mehrere, sich gegenseitig konkurrierende Gesellschaften, die zwischen 1919 und 1921 fusionierten und fortan unter dem Namen Départementale des Tramways de l'Ain firmierten.
Lons-le-Saunier war der Ausgangspunkt mehrerer Sekundärbahnen der Chemins de fer vicinaux du Jura (CFV) in nördliche, südliche und östliche Richtung mit einem Streckennetz von über 200 km. Der Abzweig Saint-Maur, der etwa 6,3 km von der Bahnüberführung am Bahnhof Lons-le-Saunier entfernt war, teilte sich die Strecke nach Arinthod in südliche und nach Saint-Claude und Mouthe östliche Richtung.
Die 29 km lange Lokalbahn Régie Départementale des Tramways de l’Ain (RDTA), kurz Tramways de l’Ain, verkehrte in den Jahren 1934 bis 1938 zwischen der auf 1300 Einwohner zählenden Gemeinde Cuiseaux und Saint-Trivier-de-Courtes im Département Ain mit Anschluss nach Pont-de-Vaux.
In Bourg-en-Bresse verkehrte bis Ende 1937 gen Südwesten ebenfalls ein Ableger der RDTA, die 51 km lange Strecke nach Villefranche-sur-Saône über Châtillon-sur-Chalaronne. Auch in die entgegengesetzte Richtung war eine Strecke der RDTA in Betrieb. Diese führte nach wenigen Kilometern nordwärts, dann östlich, kreuzte in Le Moulin-des-Ponts die Bahnstrecke Mouchard–Bourg-en-Bresse, und führte schließlich nach Mâcon.